# Triệu Tương Dạ
Triệu Tương Tịch (giản thể: 赵将夕; phồn thể: 趙將夕; bính âm: Zhào Jiāngxī; ? – 163 TCN), hay Triệu Tương Dạ (giản thể: 赵将夜; phồn thể: 趙將夜), là tướng lĩnh, khai quốc công thần nhà Tây Hán trong lịch sử Trung Quốc.

## Cuộc đời
Triệu Tương Tịch là hậu duệ của công tộc nước Triệu thời Chiến Quốc. Cuối thời Tần, Triệu Tương Tịch làm tướng quân nước Triệu, dưới quyền Triệu vương Triệu Yết.
Năm 205 TCN, tướng Hán là Hàn Tín xuất quân đánh chiếm nước Triệu. Triệu Tương Tịch sớm đầu hàng, trở thành tướng lĩnh tâm phúc của Hàn Tín, theo Hàn Tín bình định nước Triệu cùng nước Tề. Đến khi Hàn Tín được phong Tề vương, Triệu Tương Tịch trở thành tướng nước Tề.
Năm 202 TCN, Triệu Tương Tịch theo Tề vương Tín đánh Sở, tham dự trận Cai Hạ tiêu diệt Sở vương Hạng Vũ. Không lâu sau, Tề vương Tín bị tước binh quyền, Triệu Tương Tịch trở thành tướng Hán.
Năm 200 TCN, Triệu Tương Tịch theo đại quân Lưu Bang đánh Hàn vương Tín ở đất Đại, góp công lớn ở trận Bình Thành chống Hung Nô, nhờ công đó mà được phong hầu.
Năm 199 TCN, Triệu Tương Tịch thụ phong Thâm Trạch hầu (深澤侯), thực ấp 700 hộ. Năm 187 TCN, Lã hậu cầm quyền, Triệu Tương Tịch bị gọt bỏ hầu tước. Năm 185 TCN, được phục tước. Năm 184 TCN, lại bị đoạt tước vị.
Năm 177 TCN, nhân lúc Hán Văn đế đem quân chống trả Hung Nô, Tế Bắc vương Lưu Hưng Cư thừa cơ phát động phản loạn. Văn đế lấy Cức Bồ hầu Sài Vũ làm Đại tướng quân, chỉ huy bốn tướng quân Xương hầu Lư Khanh, Cung hầu Lư Bãi Sư, Ninh hầu Ngụy Tốc, Triệu Tương Tịch đem quân bình định. Tế Bắc vương tuyệt vọng tự sát.
Năm 167 TCN, Triệu Tương Tịch được phong lại tước Thâm Trạch hầu. Năm 163 TCN, Triệu Tương Tịch chết, thụy Tề hầu, con trai Triệu Đầu tập tước.

## Gia đình
- Triệu Đầu (趙頭; ? – 155 TCN), con trai của Triệu Tương Tịch. Năm 162 TCN, tập tước Thâm Trạch hầu. Năm 155 TCN, chết, thụy Đái hầu.[1][2]
- Triệu Tu (趙脩; ? – ?) hay Triệu Tuần (趙循),[1] con trai của Triệu Đầu. Năm 154 TCN, tập tước Thâm Trạch hầu. Năm 151 TCN, phạm tội, tước phong bị hủy.[2]
- Triệu Hồ (趙胡; ? – ?), con trai của Triệu Đầu, tập tước Thâm Trạch hầu. Năm 124 TCN, chết, thụy Di hầu, không có con, tước phong bị hủy.[1]
- Triệu Diên (趙延; ? – ?), cháu năm đời của Triệu Tương Tịch, làm quan đến chức Bình Lăng thượng tạo. Năm 62 TCN, Hán Tuyên đế tìm được Diên, phong tước Thâm Trạch hầu của tổ tiên.[2]